# Drug Enforcement Administration
Drug Enforcement Administration (DEA) er en amerikansk føderal politienhed, der har til opgave at bekæmpe alle former for ulovlig håndtering af narkotika og lægemidler. Enheden har sammenfaldende jurisdiktion med FBI i sager om narkotika. DEA har eneansvaret for koordinering af Amerikas narkotikaefterforskning i udlandet.
DEA blev oprettet i 1973 og har over 11.000 ansatte, hvoraf omkring 5000 er specialefterforskere. DEA har et årligt budget på ca. 2 milliarder dollar. Enheden har 237 lokalafdelinger i USA og 80 udlandskonsulater i 58 lande. DEAs hovedkontor ligger Arlington, Virginia, og bliver ledet af Chuck Rosenberg.